# Léo Bonatini
Leonardo „Léo” Bonatini Lohner Maia (Belo Horizonte, 1994. március 28. –) brazil labdarúgó, az Atlético San Luis játékosa.

## Sikerei, díjai
- Al-Hilal
  - Szaúd-arábiai bajnok: 2016–17
  - Szaúd-arábiai kupa: 2017

- Wolverhampton Wanderers
  - EFL Championship: 2017–18

- Grasshopper
  - Svájci Challenge League: 2020–21